# 瓦努阿拉瓦島
瓦努阿拉瓦島是太平洋島國瓦努阿圖的島嶼，屬於班克斯群島的一部分，由托爾巴省負責管轄，長25公里、寬20公里，面積314平方公里，最高點拔高度921米，島上有機場設施，2009年人口2,623。

## 外部連結
- Tourist page, including map （页面存档备份，存于）